# 顯赫英麗魚
顯赫英麗魚，為輻鰭魚綱鱸形目隆頭魚亞目慈鯛科的其中一種，分布於南美洲黑河流域，體長可達15公分，棲息在中底層習性，生活習性不明。

## 擴展閱讀
維基物種上的相關：顯赫英麗魚